# Norte Grande do Chile

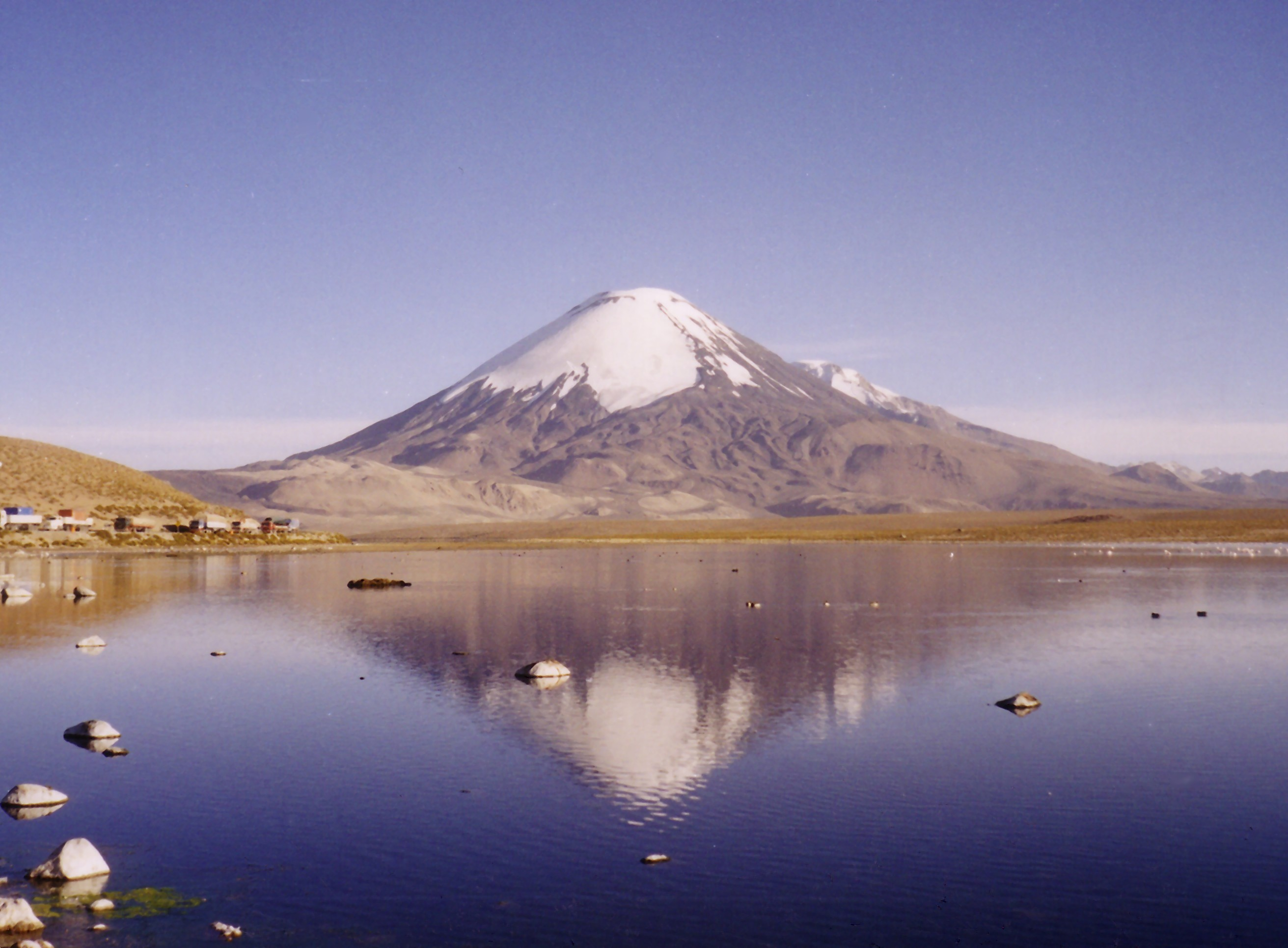
Vista do lago Chungará com o vulcão Parinacota ao fundo, no Parque Nacional Lauca.

O norte grande é una das cinco grandes regiões naturais em que se divide Chile. O norte grande compreende a Região de Arica e Parinacota, Região de Tarapacá e a Região de Antofagasta.
Caracteriza-se por seu clima desértico devido à presença do Deserto do Atacama e sua extrema aridez.
Nesta região, predomina o clima desértico, mas devido às modificações que provoca o relevo, se distinguem quatro variações: o costeiro, o normal (ou interior), o desértico de altura e o esteárico de altura.
As principais cidades são Arica, Iquique, Tocopilla, Calama e Antofagasta.
Nesta zona, as principais atividades econômicas são a pesca e, sobre tudo, a mineração. Na cidade de Chuquicamata, as jazidas de cobre são explorados a céu aberto.